# Mit Herz und Holly: Lichtblicke
Mit Herz und Holly: Lichtblicke ist ein deutscher Fernsehfilm aus dem Jahr 2024 und die dritte Folge der im Rahmen der Herzkino-Reihe ausgestrahlten Arztserie Mit Herz und Holly. Die Erstausstrahlung erfolgte am 3. November 2024 im ZDF.
Die Dreharbeiten fanden vom 16. April bis 14. Juni 2024 in Tangermünde und Umgebung sowie Berlin statt.

## Handlung
Dr. Katrin Herz überlässt die Tangermünder Landarztpraxis vertretungsweise ihrer unerfahrenen Kollegin Dr. Holly Sass, um dem Druck ihres besorgten Ehemanns Bernd nachzugeben und für einige Tage in den gemeinsamen Urlaub zu fahren. Auf dem Weg nach Hause wird die von Arbeitseifer getriebene Ärztin wiederholt von ungeduldigen Patienten um Rat gebeten. Zufällig trifft Katrin ihre nach langer Abwesenheit zurückgekehrte Schulfreundin Nouria Sansal wieder. Die kürzlich Geschiedene freundet sich mit Katrins Ehemann Bernd an und sorgt bei beiden für Verstimmung, als sie sich ungefragt der bevorstehenden Fahrradtour anschließt. Angesichts der anstrengenden Fahrt an der Elbe klagt Nouria wiederholt über Kurzatmigkeit und Kreislaufprobleme. Daraufhin erzählt sie Katrin im Vertrauen, dass sie vermutlich unter Lungenkrebs leide, die medizinische Diagnostik aber ohne eindeutiges Ergebnis abgebrochen habe.
Während Katrin in die Praxis zurückkehrt, um die Symptome ihrer Freundin abzuklären, lädt Nouria deren Gatten nach einem Badeausflug spontan zum gemeinsamen Abendessen in ihre Wohnung ein. Gerade als sich beide näherkommen, stellt sich bei ihr Fieber und akute Atemnot ein. Verzweifelt alarmiert Bernd Holly, die sich auf einen gemütlichen Abend mit ihrem Vermieter und Geliebten Gregor gefreut hat. Als Nouria kollabiert, wird auch Katrin um Unterstützung gebeten, obwohl Bernd nach der Alarmierung der ärztlichen Bereitschaft seiner diensthabenden Frau zuvor aus Sorge um die Beziehung die Wahrheit vorenthalten hat. Im Rahmen der Rücksprache mit ihrer Chefin vermutet Holly statt eines Tumors die Autoimmunerkrankung Sarkoidose als Ursache für Nourias Anfälle. Nach anfänglicher Skepsis bestätigt der behandelnde Arzt Dr. Gabriel Linné im Krankenhaus den Verdacht. Den Seitensprung verzeiht Katrin ihrer Freundin allerdings nicht. Zudem zieht Bernd reumütig in die gemeinsame Ferienwohnung.
Derweil schürt ein Bericht in einer Regionalzeitung über das damalige „Findelkind“ neue Hoffnung für Hollys Suche nach ihrer Mutter. Während sich die Praxisorganisation für sie und Assistent Dean als Herausforderung erweist, taucht ein junger Mann namens Henning Timmler unter Verweis auf den Zeitungsartikel in der Praxis auf und behauptet, Hollys leiblicher Bruder zu sein. Am Abend lässt sie sich von Henning die Ergebnisse seiner vorläufigen Recherchen näher erläutern. Dabei kommt es zu einem Missverständnis, da Gregor irrtümlich annimmt, seine Freundin hätte einen Nebenbuhler. Nach einem Hinweis von Dr. Volker Wernitz, dem früheren Landarzt, verdichten sich die Indizien: Infolge häuslicher Gewalt habe seine Patientin Melanie Günther ihren Sohn Henning Anfang der 1990er-Jahre in die Obhut des Jugendamts gegeben und wenig später ein Mädchen entbunden. Über die Krankenversichertennummer ermitteln Holly und Dean unter Mitwirkung eines Patienten den gegenwärtigen Wohnort der Mutter. In Berlin bestätigt Melanie zunächst die Angaben von Dr. Wernitz. Doch im Verlauf des Gesprächs stellt sich heraus, dass ihre Tochter Mira im selben Haus wohnt. Niedergeschlagen reist Holly zurück und wird von Gregor tröstend in Empfang genommen.

## Rezeption

### Kritiken
Tilmann P. Gangloff urteilte bei Tittelbach.tv in der Zusammenfassung: „Die beiden Fortsetzungen der ZDF-Sonntagsreihe „Mit Herz und Holly“ […] erfreuen durch ansprechende Bilder, aber gerade beim ersten Film wirkt die Umsetzung etwas „Herzkino“-like schematisch. Außerdem wiederholt „Lichtblicke“ zumindest in groben Zügen die Handlung des Auftakts. […] Darstellerisch sind allerdings beide Filme sehenswert. Mit Aglaia Szyszkowitz als Episodenhauptrolle ist man diesbezüglich ohnehin auf der sicheren Seite.“ Die Handlung sei durchaus interessant, die Umsetzung allerdings reichlich schematisch geraten: Eißler nutze praktisch jeden Szenenwechsel für Aufnahmen der pittoresken Kleinstadt mit ihren vielen Ziegel- und Fachwerkbauten, wobei die Radtour für weitere schmucke Schauplätze und ansprechende Bilder jener Art sorge, die die Zielgruppe auf diesem Sendeplatz offenbar erwartet. Die Frage, ob Melanie Wallner einst auch Holly zur Welt gebracht habe, sorge gegen Ende ebenso für ein wenig Spannung wie die dramatische Verschlechterung von Nourias Zustand. Kleine Schmunzeleinheiten bescherten in „Lichtblicke“ die Auftritte einer Patientin, die dank Doktor Google von Parkinson über Hautkrebs bis zu Multipler Sklerose schon alle möglichen furchtbaren Krankheiten hatte und im Risikoanalysten Kunze ein „Perfect Match“ findet.
Oliver Armknecht zog auf film-rezensionen.de mit vier von zehn Punkten ein verhaltenes Fazit: „In „Mit Herz und Holly: Lichtblicke“ geht die Suche nach der leiblichen Mutter weiter, während eine Menge Probleme die beiden Ärztinnen auf Trab hält. Das hat zwar Potenzial, gut ist das Ergebnis aber aufgrund der vielen austauschbaren Geschichten nicht. Da kann selbst die gute Besetzung nicht mehr viel ausrichten.“ Hollys Suche nach ihrer Mutter sei als Szenario grundsätzlich nicht schlecht, da sich daraus sowohl ein Freischein für ein bisschen Culture-Clash, als auch der Rahmen für zahlreiche spannende Themen rund um Heimat und Identität ergäben. Aus dem ersten Punkt würde aber praktisch nichts gemacht, da es „nur“ noch um die Frage gehe, ob die vermutete Mutter am Ende tatsächlich die richtige ist. Hinzu käme ein Nachteil, der unweigerlich mit dem Szenario verbunden sei. Ähnlich zum Animeklassiker Marco, bei dem ein Junge über viele Folgen hinweg seine Mutter sucht, bedeute ein Erfolg gleichzeitig das Ende der Geschichte. Das wiederum ließe einen vermuten, dass aktuelle Spuren nirgends hinführen werden, sonst müsste das ZDF die Reihe gleich wieder einstellen. Leider seien die anderen Handlungsstränge auch sehr langweilig. Ob es nun eine Krankheit ist, die – natürlich – nur von Holly diagnostiziert werden kann, irgendwelche Dreiecksgeschichten oder Missverständnisse, die zu einer Bedrohung von Beziehungen werden, da würde mal wieder kein Klischee ausgelassen. Glaubwürdigkeit solle man sowieso nicht erwarten, die Figuren verhielten sich teilweise sehr willkürlich. Da die vereinzelten Versuche, mehr Humor einzubauen, auch nicht gerade von Erfolg gekrönt seien, sei daraus ein wenig erwähnenswerter Film geworden, der nicht unbedingt Lust auf weitere Teile in dieser Reihe mache.
Die Fernsehzeitschrift TV Spielfilm vergab eine neutrale Wertung (Daumen mittig): „Ziemlich verkopft für den Herzkino-Sendeplatz.“

### Einschaltquoten
Die Erstausstrahlung am 3. November 2024 wurde in Deutschland von 3,77 Millionen Zuschauern gesehen und erreichte einen Marktanteil von 13,2 Prozent.